# Ángel de Peredo
 (février 2025).
Ángel de Peredo né en 1623 à Queveda, Vieille Castille, mort le 21 mars 1677 à Córdoba, est un soldat et fonctionnaire espagnol. Gouverneur du Chili entre 1662 et 1664 et gouverneur de Tucumán entre 1670 et 1674.

## Biographie
Ángel de Peredo est chevalier de l'Ordre de Santiago. Il participe aux campagnes de Flandre et du Portugal, où il sera récompensé par le roi Felipe IV qui le nomme gouverneur de la province de Bracamoros ( Pérou ). En 1662, il est nommé gouverneur du Chili, et se distingue dans les guerres contre les Araucaniens. Sous son gouvernement, la ville de Lota ( Santa María de Guadalupe ) fut fondée. Il est nommé Corrégidor de Puno, puis de Valdivia.
En 1670, il est gouverneur de Tucumán. En 1674, il s'établit dans la ville de Córdoba, et meurt le 21 mars 1677. Il est enterré au couvent de la Compagnie de Jésus. 